# ويليام باين (سياسي)
ويليام باين (بالإنجليزية: William Payne)‏ هو ضابط وسياسي أمريكي، ولد في 18 يوليو 1951. حزبياً، نشط في الحزب الجمهوري. وقد انتخب عضو مجلس ولاية نيومكسيكو.